# Shorea selanica
Shorea selanica là một loài thực vật thuộc họ Dipterocarpaceae. Đây là loài đặc hữu của Indonesia. Chúng hiện đang bị đe dọa vì mất môi trường sống.

## Hình ảnh

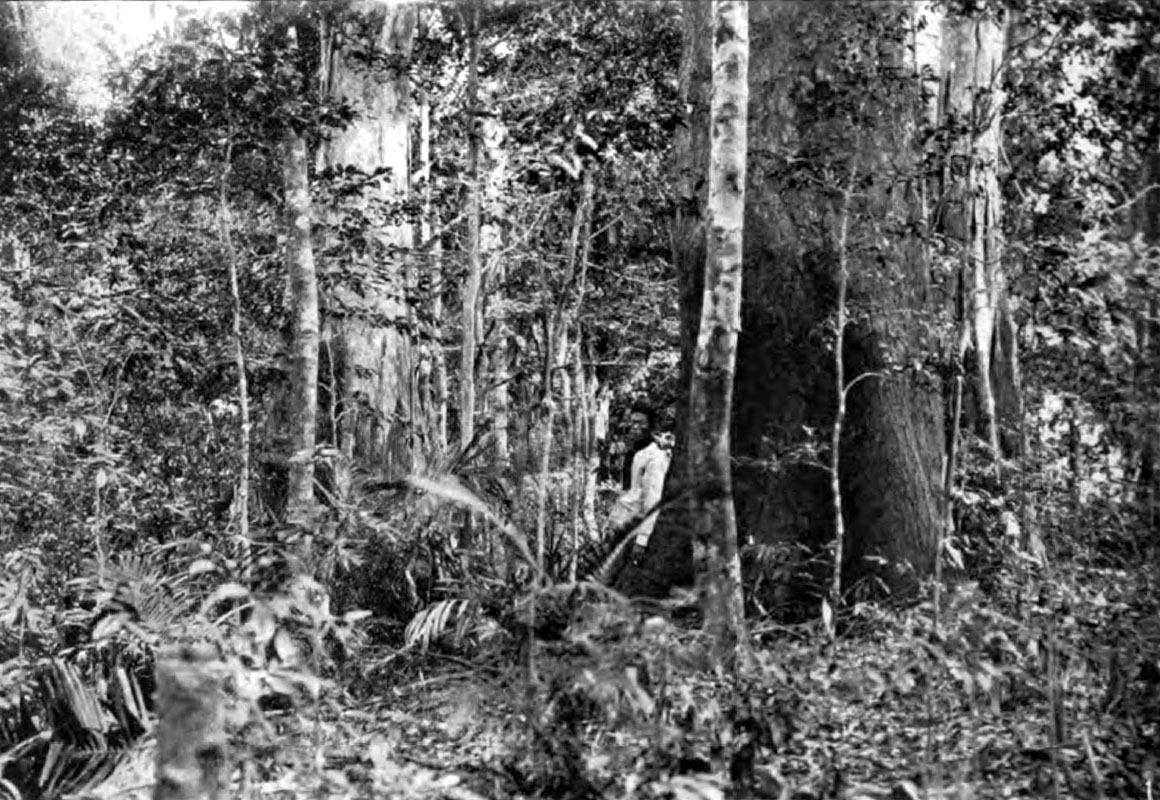
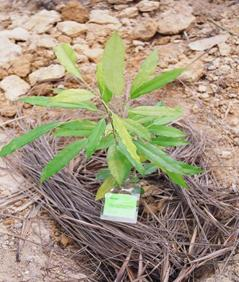
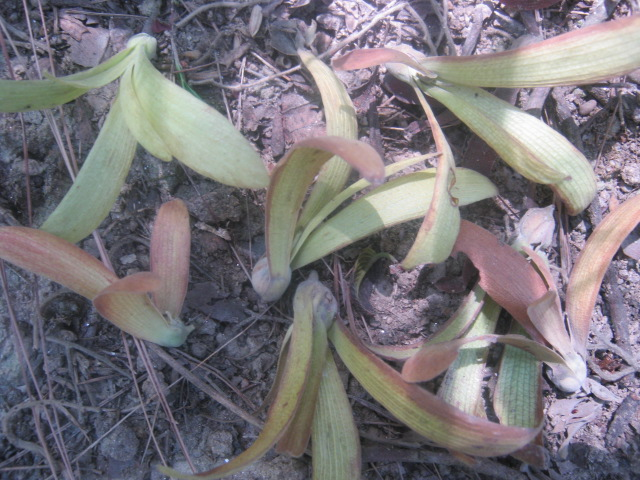
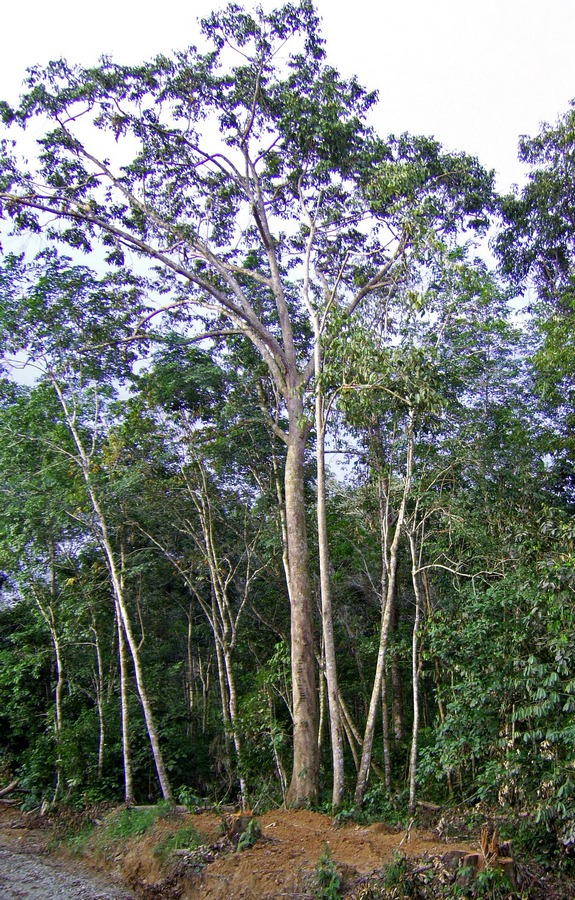